# Moral insanity
Moral insanity (engelsk, direkte oversat: "moralsk sindssygdom", latin: mania sine delirio, tysk: moralischer Wahnsinn) er oprindelig (af den britiske læge James Cowles Prichard i 1835, senere Henry Maudsley i 1874) betegnelse for en sindssygdom, som viste sig ved mangler på det moralske område. Nu til dags opfatter man dog ikke sådanne tilfælde som egentlig sindssygdom, men snarere som en defekt-tilstand på det sjælelige område, oftest medfødt, sjældnere som følge af slag i hovedet eller hjernebetændelse.
De fleste individer inden for samfundene får ved omgivelsernes påvirkning (opdragelsen) bibragt ønsket om og tilbøjeligheden til i de store træk at leve i overensstemmelse med vedkommende samfunds (eller visse samfundsgruppers) love. Hos individer, der lider af moral insanity, findes en sådan tilbøjelighed, trods al påvirkning, ikke. Den, der lider af moral insanity, vil derfor lyve, stjæle, bedrage, pine sine medmennesker, så snart vedkommende ikke hæmmes deri ved frygt for straf. I nogle tilfælde må man se denne tilstand begrundet i fuldstændig mangel på følelse over for andre mennesker. I andre tilfælde kan en vis grad af følelse nok være til stede, men de rent egoistiske følelser er så dominerende, at vedkommendes handlinger praktisk set ikke bliver bestemt af hensyn til andre.
I sin analyse af samfundsproblemerne anno 2009 peger historikeren og forfatteren Henrik Jensen på, at med det omfang, de omkring 1. verdenskrig beskrevne forhold nu har fået, er det vanskeligt overhovedet at fastholde diagnosen "en sindssygdom" eller "en hjerneskade". I stedet ser han nutidens vold som udtryk som manglende værdifællesskab i befolkningen:
"Moralen er i almindelighed den basale sammenhængskraft i et samfund, den er udmøntningen i detaljer af reglerne i det fælles projekt. Grundlag for den nødvendige tillid. Når den svækkes, er det udtryk for, at det fælles projekt er svækket. Spørger man sig, hvad tilstanden skyldes – vi må antage, at vi ikke alle sammen har slået hovedet samtidig og uden at bemærke det – er det korteste bud vel, at nationen uforberedt løb ind i en omfattende velstandskatastrofe, forstået som den gradvise fremkomst af et stenrigt forbrugersamfund, som har grasseret på vore breddegrader siden høkasse-tiden i 1950-erne. Den udvikling medførte teknologisering af samfundet, som medførte en ansvarsforflygtigende distance imellem de enkelte individer – tendensen til monader.
Han peger på, at en hovedårsag til udviklingen er, at folk ikke længere stilles til ansvar for deres ugerninger, at selv straffen er erstattet af pseudopædagogik, hvor betingede straffe, der endelig ikke må begrænse forbryderens karrieremuligheder og som giver denne mulighed for praktisk talt uden afbrydelse at fortsætte sin virksomhed, har ført til, at unge opfører sig voldeligt, fordi de ikke frygter for konsekvenserne og ikke har respekt for det retsvæsen, der ikke mere tør fælde domme.

Konsekvensen af myndighedernes manglende vilje til at holde lov og orden er, at lovløsheden breder sig, og ofrene bliver de normale borgere, hvis daglige tryghed ansvarløse dommere og jurister undergraver efter bedste evne.